# Британський Камерун

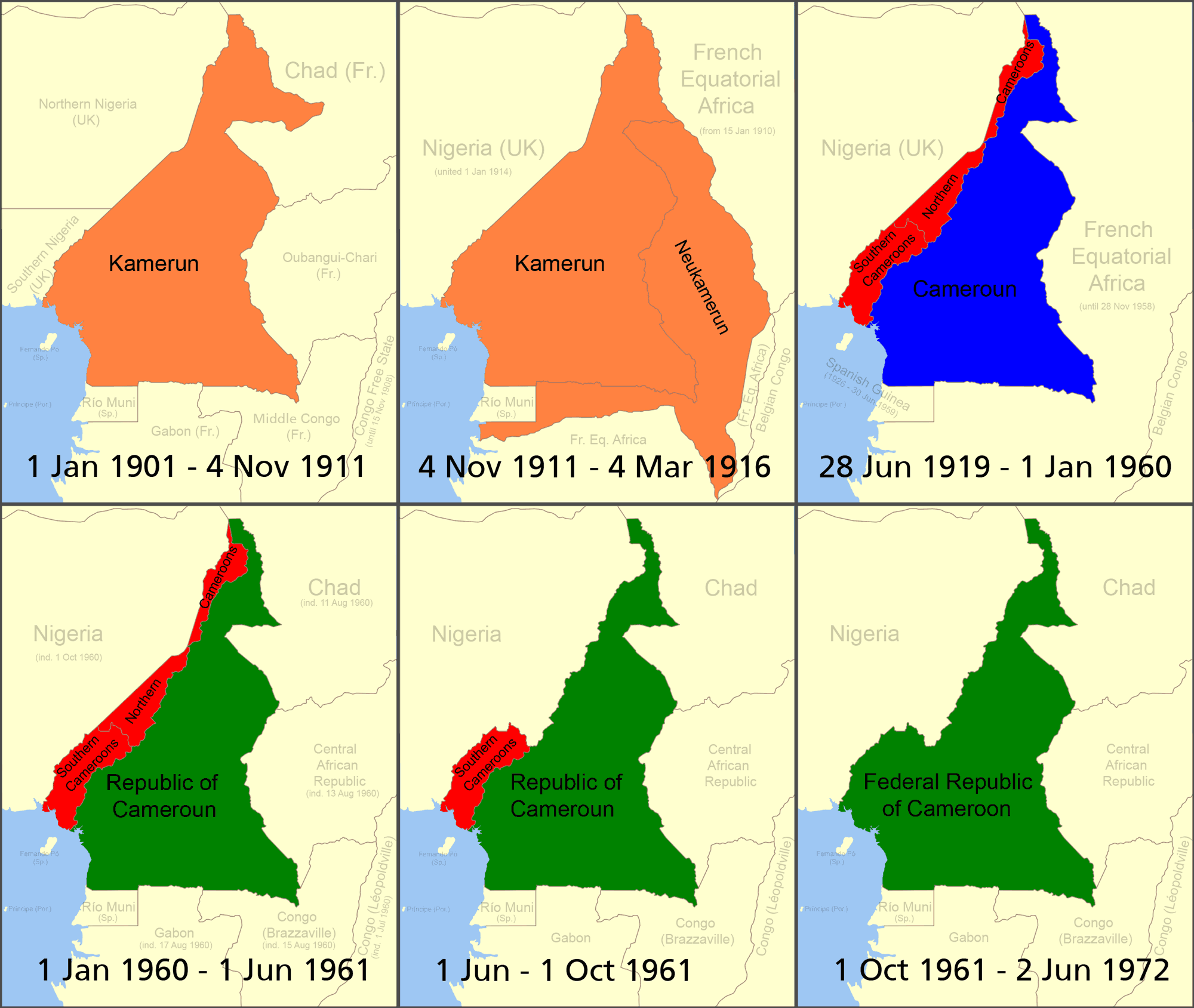
Камерун з плином часу
Німецький Камерун
Британський Камерун
Французький Камерун
Республіка Камерун

Британський Камерун — британська підмандатна територія в Західній Африці, наразі розділена між Нігерією і Камеруном.
Терен сучасного Камеруну окупувала Німецька імперія як протекторат під час «бійки за Африку» наприкінці 19 століття. Під час Першої світової війни, терен було захоплено британськими, французькими і бельгійськими військами, а потім передано як протекторат Великої Британії і Франції Лігою Націй у 1922 році. Британський терен мав поділ на Північний Камерун і Південний Камерун. Північний Камерун складався з двох несуміжних частин, розділених кордоном Нігерії і Камеруну.
Французький Камерун став незалежним у січні 1960 року, Нігерія мала здобути незалежність того ж року, виникло питання: що робити з британським тереном. Після деякого обговорення (проводилося з 1959) було вирішено, що плебісцит відбудеться в лютому 1961 року. Мусульманське населення Північної області воліли союзу з Нігерією і християни Південної виступали за союз з Камеруном.
Північний Камерун увійшов до складу Нігерії 31 травня 1961, в той час Південний Камерун став частиною Камеруну 1 жовтня. До 1961 року терен управлявся Великою Британією як підопічна територія.

## Ресурси Інтернету
- The road to the unitary state of Cameroon 1959-1972
- National Service Memoirs of a National Serviceman who served in the British Cameroons at the time of the vote to join with the French Cameroons or Nigeria [Архівовано 4 березня 2016 у Wayback Machine.]